# Iglesia de Nuestra Señora de la Natividad (Lara de los Infantes)
La iglesia de Nuestra Señora de la Natividad es un templo católico de la localidad española de Lara de los Infantes, en la provincia de Burgos.

## Descripción
El edificio se encuentra en la localidad burgalesa de Lara de los Infantes, en la comunidad autónoma de Castilla y León. Fue construido inicialmente en estilo románico. Algunos elementos datarían del siglo XII.
Fue declarada monumento histórico-artístico, de carácter nacional, el 25 de junio de 1982, mediante un decreto publicado el 21 de agosto de ese mismo año en el Boletín Oficial del Estado, con la rúbrica de rey Juan Carlos I y de la entonces ministra de Cultura Soledad Becerril. En la actualidad cuenta con el estatus de bien de interés cultural.